# Hidden Valley Road: Nella mente di una famiglia americana
Hidden Valley Road: Nella mente di una famiglia americana (Hidden Valley Road: Inside the Mind of an American Family) è un'opera di saggistica del 2020 scritta da Robert Kolker. L'opera è incentrata sulla storia della famiglia Galvin, il cui nucleo era composto dai genitori e dai dodici figli, a sei dei quali fu diagnosticata, nel corso degli Anni Settanta, la schizofrenia.

## Genesi dell'opera
Nel 2016, Kolker fu messo in contatto tramite un amico a Margaret e Lindsay Galvin, le quali stavano cercando qualcuno che potesse raccontare la storia della loro famiglia. Tutti i membri ancora in vita dei Galvin hanno acconsentito alla pubblicazione del romanzo e hanno dato il loro contributo attraverso interviste, inclusa la matriarca, Mimi Galvin, morta nel 2017.

## Trama
Il libro ricostruisce la storia della famiglia Galvin, con capitoli di digressione relativi all'evoluzione degli studi sulla schizofrenia.
Don e Mimi Galvin erano una coppia sposatasi nel 1956. Don, inizialmente desideroso di intraprendere una carriera in ambito accademico, accettò un lavoro per l'Air Force che divenne successivamente permanente, costringendo la famiglia a trasferirsi a Colorado Springs, nella Hidden Valley Road. Ciò frustrò particolarmente Mimi, una donna colta che avrebbe desiderato una vita sociale attiva a New York. Seguendo le ideologie cattoliche a cui entrambi erano devoti, i due ebbero dodici figli nell'arco di vent'anni: Donald (nato nel 1945), Jim (nato nel 1947), John (nato nel 1949), Brian (nato nel 1951), Michael (nato nel 1953), Richard (nato nel 1954), Joseph (nato nel 1956), Mark (nato nel 1957), Matt (nato nel 1958), Peter (nato nel 1960), Margaret (nata nel 1962) e Mary (nata nel 1965).
I genitori, in particolare Mimi, impartirono una rigida educazione ai loro figli, dando loro regole severe e facendo pressioni affinché diventassero sportivi, studiosi e colti, coinvolgendoli in attività alle quali loro stessi erano appassionati come falconeria e arti musicali. Nonostante le apparenze sociali impeccabili, l'ambiente domestico era disfunzionale: a causa dell'elevato numero di figli, spesso i bambini erano lasciati a loro stessi e i più grandi sottoponevano i più giovani a gravi abusi ignorati e minimizzati dai genitori. Nel corso degli Anni Settanta, uno dopo l'altro, sei dei ragazzi ebbero un crollo mentale e vennero diagnosticati come schizofrenici, portando la famiglia a essere soggetta di studi per comprendere la natura della malattia. A causa dell'ignoranza in materia, i figli affetti da schizofrenia non ricevettero cure adeguate: entravano e uscivano dagli ospedali psichiatrici, venivano lasciati soli con i fratelli sani e furono somministrati loro farmaci che mandarono in declino la loro salute psicofisica.
Il primo ad accusare sintomi fu il primogenito, Donald: all'università cominciò a sviluppare paranoie infondate e deliri che culminarono quando uccise torturando degli animali e cercò di compiere un omicidio-suicidio coinvolgendo la sua allora moglie. Anni dopo rivelò di aver subito abusi sessuali in giovane età da parte di un prete amico di famiglia. Negli gli anni seguenti, la presenza di Donald in casa portò un forte clima di tensione nella famiglia, a causa dei suoi continui deliri e comportamenti irregolari verso i genitori e i fratelli.
Il secondogenito, Jim, manifestava spesso attacchi d'ira incontrollati accompagnati alle sue visioni e aggrediva regolarmente la moglie. Inoltre, abusò sessualmente delle sorelle minori Margaret e Mary durante tutta la loro infanzia, dato che le bambine venivano mandate a casa sua come ospiti dai genitori per tenerle lontane da Donald. Brian, il quartogenito, considerato il più "dotato" dei fratelli, uccise sé stesso e la propria ex ragazza Lorelei Smith nel 1973, poco tempo dopo che gli era stato prescritto un farmaco per la schizofrenia. 
Gli eventi traumatici portarono Don a subire un ictus nel 1975, che debilitò la sua mente e il suo fisico e lo costrinse ad andare prematuramente in pensione. Peter, il più giovane dei figli maschi, quattordicenne all'epoca dei fatti, assistette in prima persona all'accaduto e poco tempo dopo manifestò a sua volta gravi sintomi che vennero ricondotti alla schizofrenia. Successivamente anche Matt e Joseph ebbero dei crolli mentali simili; un dottore aveva previsto quanto sarebbe successo a Joseph, in quanto quest'ultimo gli aveva detto di aver avuto in passato una sintomatologia simile a quella di Peter.
Mentre Mimi cercava il più possibile di mantenere la facciata perbene della famiglia, anche molti dei sei figli sani subirono delle conseguenze psicologiche per quanto accaduto ai fratelli: Michael venne accusato a sua volta a più riprese di essere malato di mente per la sua aderenza al movimento hippy; Mark soffrì particolarmente per il manifestarsi della schizofrenia in Peter, Jospeh e Matt, a cui era molto legato; Margaret e Mary passarono anni a subire abusi da parte dei fratelli maggiori, in particolar modo da parte di Jim. Margaret fu mandata a studiare in collegio da ricchi amici di famiglia, facendo sentire Mary abbandonata. Anche quest'ultima, a tredici anni, andò in collegio, e cambiò il proprio nome in Lindsay. entrambe le sorelle, per diverso tempo, cercarono di prendere le distanze dagli altri Galvin.
Anni dopo, Lindsay denunciò alla famiglia gli abusi subiti da Jim; nonostante Mimi cercasse di minimizzare l'accaduto dando la colpa alla malattia mentale che lo affliggeva, i Galvin presero le distanze da Jim fino alla sua morte, avvenuta nel 2001. Anche Joseph e Peter morirono prematuramente (Joseph nel 2009 e Peter nel 2023) a causa della debilitazione subita dal loro fisico per i farmaci assunti. Don morì nel 2003 e Mimi nel 2017, sotto le cure di Lindsay e di Michael. Lindsay da allora si è presa a carico i fratelli malati superstiti. 
La storia della famiglia ha contribuito agli studi sulla schizofrenia del National Institute of Mental Health compiuti a metà del Novecento.

## Accoglienza
Il libro è stato molto ben accolto dalla critica. Kirkus Reviews ne ha elogiato la "sbalorditiva profondità ed empatia" e il resoconto di Kolker sulla storia della schizofrenia e sulla complicata atmosfera e sulle relazioni tra i membri della famiglia Galvin.
In una recensione per The New York Times, Sam Dolnick ha scritto: "Kolker racconta la sua storia con grande compassione" e che l'autore "è uno scrittore sobrio e modesto, capace di creare un'atmosfera efficace".
Allo stesso modo, nella sua recensione per The Washington Post, Karen Iris Tucker ha descritto la rivisitazione della famiglia Galvin da parte di Kolker come "profondamente compassionevole e agghiacciante", osservando inoltre che "il libro dedica molto spazio a quanto sia stato difficile diagnosticare e curare la malattia. Eppure si conclude nel 2017, come una storia di speranza".
Publishers Weekly ha definito il libro un resoconto "inquietante e memorabile" di una malattia mentale multigenerazionale e ha elogiato la "narrazione tesa e spesso straziante" di Kolker. L'ex presidente Barack Obama lo ha nominato come uno dei suoi libri preferiti del 2020 sui social media il 17 dicembre 2020.